# Казнёв, Бернар
Берна́р Казнёв (фр. Bernard Cazeneuve; род. 2 июня 1963, Санлис) — французский политический и государственный деятель, министр внутренних дел (2014—2016), премьер-министр Франции (2016—2017).

## Биография

### Ранние годы
Бернар Казнёв — сын активиста Социалистической партии Жерара Казнёва, родился в 1963 году в Санлисе, куда его родители переселились из Алжира вследствие войны за независимость. В 1973 году отец впервые привёл Бернара на общественно-политическую акцию — митинг Франсуа Миттерана в Крее, куда семья переехала в конце 1960-х годов ввиду назначения Жерара Казнёва учителем в местной школе имени Жана Бьонди. Бернар учился в этой же школе, продолжил образование в школе имени Декарта, затем в коллеже Havez и в лицее имени Жюля Ури.
Окончил Институт политических исследований в Бордо, затем работал юрисконсультом в Banque populaire.
Будучи студентом, возглавил в 1983 году молодёжную организацию Движения левых радикалов в департаменте Жиронда.

### Политическая карьера
В 1991—1993 годах состоял на технических должностях последовательно в нескольких кабинетах — статс-секретарём по международным культурным связям в Министерстве иностранных дел и статс-секретарём министра по морским делам. С 1995 по 2012 год — мэр; сначала — Октевиля в департаменте Манш, а после объединения двух коммун в 2001 году — Шербур-Октевиля. С 1997 по 2002 год — депутат Национального собрания Франции от департамента Манш, в 2007 и 2012 годах — переизбран. С ноября 2009 по май 2010 являлся докладчиком парламентской информационной миссии в связи с терактом 2002 года в Карачи. С мая 2012 по март 2013 года — младший министр иностранных дел в правительстве Жан-Марка Эро, затем до апреля 2014 года — младший министр бюджета в том же правительстве (сменил Жерома Каюзака, обвинённого в уклонении от налогов).

### Министр внутренних дел
2 апреля 2014 года Казнёв назначен министром внутренних дел в правительстве Мануэля Вальса.
26 октября 2014 года один из участников манифестации против Сивенской плотины на реке Теску, Реми Фрасс (Rémi Fraisse), погиб в столкновении с жандармами. 28 мая 2017 года левый политик Жан-Люк Меланшон обвинил в его смерти Казнёва, 30 мая тот заявил о намерении подать иск в суд, но готовности отказаться от него, если Меланшон принесёт извинения. 23 июня 2017 года прокурор Тулузы прекратил расследование обстоятельств смерти Фрасса ввиду отсутствия состава преступления.
7 января 2015 года произошло нападение на редакцию Charlie Hebdo в Париже.
13 ноября 2015 года в Париже состоялась серия терактов, повлёкшая около 130 жертв.
14 июля 2016 года в Ницце состоялся новый теракт — водитель грузовика направил его в толпу на Английской набережной, вследствие чего погибли 86 человек.
26 июля 2016 года экстремисты напали на церковь в Нормандии, захватив несколько заложников и убив священника Жака Амеля.
8 октября 2016 года в Вири-Шатийон (департамент Эсон) состоялось нападение на полицейских с применением коктейля Молотова. 10 октября Казнёв вместе с премьер-министром Вальсом объехал окрестные комиссариаты полиции. В этот же день в интервью RTL Казнёв заявил, что полицейские столкнулись с «бандой дикарей», которые будут захвачены.
26 октября 2016 года полиция снесла поселение мигрантов в Кале, получившее известность как «джунгли Кале», где по данным Министерства внутренних дел Франции в тот момент проживали 6486 человек (5596 человек из этого числа переведены в другие убежища).

### Премьер-министр Франции
6 декабря 2016 года президент Франции Франсуа Олланд назначил Бернара Казнёва премьер-министром после того, как занимавший эту должность Мануэль Вальс, решив выставить свою кандидатуру от Социалистической партии на выборах президента Франции, ушёл в отставку.
6 февраля 2017 года Казнёв объявил, что не намерен баллотироваться на предстоявших в июне парламентских выборах.
27 марта 2017 года заявил в связи с акциями протеста в Гвиане, что межведомственная комиссия для разрешения накопившихся социально-экономических проблем заморского департамента будет туда направлена только при условии восстановления общественного спокойствия.
5 апреля правительство одобрило чрезвычайную программу инвестиций в инфраструктуру заморского департамента в объёме 1,86 млрд евро (в том числе в правоохранительную и пенитенциарную систему), а 21 апреля достигнуто соглашение властей с лидерами протестов о выделении ещё 2,1 млрд евро.
В апреле 2017 года, когда поражение социалиста Бенуа Амона на грядущих президентских выборах уже не вызывало сомнений, по инициативе первого секретаря Социалистической партии Жана-Кристофа Камбаделиса Казнёву поручена подготовка партии к парламентским выборам в июне 2017 года с задачей избежать новой политической катастрофы.
Вечером 10 мая 2017 года, через несколько часов после того, как Конституционный совет Франции официально назвал Эмманюэля Макрона победителем президентских выборов, Казнёв объявил об отставке своего правительства. Президент Олланд попросил его продолжить исполнение своих обязанностей до назначения нового кабинета.
15 мая 2017 года президент Макрон назначил новым премьер-министром Франции Эдуара Филиппа.
17 мая 2017 года сформировано новое правительство, к которому перешли полномочия кабинета Казнёва.

### После премьерства (с 2017)
В августе 2017 года газета «Le Figaro» сообщила, что после ухода из политики Казнёв открыл частное адвокатское бюро и планирует написать книгу.
В октябре 2017 года Казнёв отправился в промотур по Франции, рекламируя свою вышедшую из печати книгу Chaque jour compte («Каждый день на счету»). По мнению «Le Figaro», сторонники Франсуа Олланда были готовы поддержать кандидатуру Казнёва на выборах нового лидера Соцпартии.
В октябре 2019 года увидела свет новая книга Казнёва — «À l'épreuve de la violence. Beauvau Avril 2014 — Décembre 2015» (Проба насилия. Бово апрель 2014 — декабрь 2015), посвящённая воспоминаниям о первом периоде его деятельности на посту министра внутренних дел.
10 июня 2023 года по инициативе Казнёва на съезде в Кретее официально учреждено новое движение социал-демократического направления «Соглашение» (La Convention).

## Личная жизнь
Жена Бернара Казнёва — Вероника, у них есть двое детей. Супруги находились некоторое время в разводе, но 12 августа 2015 года на тайной церемонии в Эгине (регион Прованс — Альпы — Лазурный Берег) повторно вступили в брак.
2 июня 2024 года Вероника Казнёв скончалась (она страдала болезнью Шарко).

## Награды
- Командор со звездой ордена Заслуг перед Республикой Польша (2012)[25].
- Большой крест ордена «За заслуги перед Федеративной Республикой Германия» (2016)[26].
- Командор Ордена Почётного легиона (12 июля 2017)[27].

## Труды
- Первый канал: политическая и литературная хроника (Première manche : Chronique politique et littéraire. Isoète, Cherbourg, 1993. ISBN 978-2905385499).
- Возвращённая политика (La Politique retrouvée. Isoète, Cherbourg, 1994. ISBN 978-2905385574).
- Ответственность за качество продукции во Франции и Европе (La Responsabilité du fait des produits en France et en Europe. Dunod, Paris, 2004. ISBN 978-2100483549).
- Карачи: расследование невозможно (Karachi : L’enquête impossible. Calmann-Lévy, Paris, 2011. ISBN 978-2702142196).
- Каждый день на счету: 150 напряжённых дней в Матиньонском дворце (Chaque jour compte, 150 jours sous tension à Matignon, Stock, octobre 2017. ISBN 978-2234084445).
- Проба насилия. Бово, апрель 2014 — декабрь 2015 (À l'épreuve de la violence. Beauvau Avril 2014 — Décembre 2015), Stock, octobre 2019[28]